# Binnenschifffahrtsaufgabengesetz
Das Binnenschifffahrtsaufgabengesetz (BinSchAufgG) ist eine wesentliche gesetzliche Grundlage für die Binnenschifffahrt auf den deutschen Bundeswasserstraßen. Es legt unter anderem fest, unter welchen Bedingungen das Befahren der Bundeswasserstraßen erlaubnispflichtig ist (§ 2).

## Geschichte
Das BinSchAufgG ersetzte eine Anzahl verstreuter bundes- und landesrechtlicher Regelungen. Als Landesrecht hatten bis dahin auch vorkonstitutionelle Vorschriften weiter gegolten, die noch aus dem 19. Jahrhundert stammten, wie die Weserschiffahrtsakte vom 10. September 1823 (PrGS. 1824 S. 25).

## Regelungsgehalt
Anders als das privatrechtliche Verhältnisse regelnde Binnenschifffahrtsgesetz, organisiert das BinSchAufG verwaltungsmäßige Strukturen, Zuständigkeiten und Eingriffsbefugnisse für das Gebiet der Binnenschifffahrt. Darüber hinaus erteilt es unter anderem Vorgaben über das Führen von Ordnungswidrigkeitendateien sowie über die Erhebung und Verwaltung von Daten über Binnenschiffsbestand (§ 9), Kleinfahrzeuge (§ 12), Befähigungszeugnisse der Fahrzeugführer (§ 13) und Schifferdienstbücher (§ 14). Im BinSchAufG sind ebenfalls umfangreiche Verordnungs- und Übertragungsermächtigungen (§§ 3–3e) sowie Bußgeldvorschriften (§ 7) in einem Rahmen von bis zu 25.000 Euro enthalten.